# Буй, Ирина Васильевна
Ирина Васильевна Буй (укр. Буй Ірина Василівна; род. 29 апреля 1995, Деражня, Хмельницкая область) — украинская лыжница, биатлонистка. Мастер спорта Украины международного класса.

## Биография
Ирина Васильевна Буй родилась 29 апреля 1995 года в Деражне Хмельницкой области. Врожденный порок развития левой конечности.
С 15 лет она начала заниматься спортом. Дебютировала на международной арене в декабре 2011 года, приняв участие в международных соревнованиях по лыжным гонкам и биатлону. В 2012 году Ирину зачислили в состав паралимпийской сборной Украины.
На этапе Кубка мира 2012 года в городе Вуокатти по биатлону на 12,5 км спортсменка получила «бронзу». А уже на Чемпионате мира 2013 года в городе Солефти завоевала «золото» по биатлону на 10 км и «серебро» в биатлоне на 12,5 км. Ирина стала победителем финала Кубка мира 2013 года.
В июле 2013 года она была награждена областной премией «Молодой человек года» (номинация «Открытие года в области спорта»).